# Jacques Vaché
Jacques Vaché  (Lorient, 7 september 1895 - Nantes 6 januari 1919) kwam als patiënt in een hospitaal tijdens de Eerste Wereldoorlog in contact met de jonge schrijver André Breton, grondlegger van het dadaïsme in Frankrijk en het surrealisme. De levensopvatting van Vaché en zijn geschriften was een van de belangrijkste inspiraties voor Breton en de surrealistische beweging. Breton schreef:
En littérature, je me suis successivement épris de Rimbaud, de Jarry, d'Apollinaire, de Nouveau, de Lautréamont, mais c'est à Jacques Vaché que je dois le plus
Wat betreft literatuur, werd ik gegrepen door Rimbaud, Jarry, Apollinaire, Nouveau, en door Lautréamont, maar het is Jacques Vaché bij wie ik het meest in het krijt sta
Geboren op 7 september 1895, nam hij als een van de velen uit zijn generatie, als soldaat deel aan de Eerste Wereldoorlog, in een Engels uniform omdat het er mooier uitzag. Hij stierf op 6 januari 1919 aan een weloverwogen dosis opium. 

## Citaten
Brief van 18 augustus 1917 aan André Breton : « L'art est une sottise - Presque rien n'est une sottise - l'art doit être une chose drôle et un peu assommante - c'est tout […] D'ailleurs - l'Art n'existe pas, sans doute - Il est donc inutile d'en chanter - pourtant : on fait de l'art - parce que c'est comme cela et non autrement - Well - que voulez-vous y faire ? »
Brief van 19 december 1918, zijn laatste - « Je m'en rapporte à vous pour préparer les voies de ce Dieu décevant, ricaneur un peu, et terrible en tout cas. Comme ce sera drôle, voyez-vous, ce vrai ESPRIT NOUVEAU se déchaîne ». 
« Tu ne tremble plus, carcasse »  ("Je beeft niet meer, geraamte") 